# The Super Hero Squad Show
The Super Hero Squad Show (bra: Esquadrão de Heróis; prt: O Esquadrão dos Super-Heróis) é um desenho estadunidense, que foi baseado na linha de figuras de ação Marvel Super Hero Squad, produzido pela Hasbro e inspirado nos personagens da Marvel Comics. A série foi ao ar no EUA dia 19 de setembro de 2009, no canal Cartoon Network às 8: 30. No Brasil a série estreou em 12 de Outubro de 2010, no canal por assinatura Disney XD. O desenho inclui os super-heróis Homem de Ferro, Wolverine, Hulk, Surfista Prateado, Falcão e Thor, que lutam com o vilão Doutor Destino e seus asseclas. O Esquadrão também recebe a ajuda de aliados, como: Miss Marvel, Réptil, Capitão América, Tempestade e o Quarteto Fantástico. Notavelmente, o Homem-Aranha, um dos personagens-símbolo da Marvel, não aparece na série, pois a Sony não quis ceder os direitos de exibição do personagem na televisão. Todos os personagens são desenhados em um estilo caricatual infantilizado (comparável ao estilo Super deformed oriundo dos mangás) e a ambientação é infanto-juvenil.
No Brasil, além de ser exibida pelo Disney XD, foi transmitida todos os sábados antes de começar a TV Globinho da Rede Globo.
Em Portugal, a série foi transmitida no Nickelodeon e agora na SIC K.

## Sinopse

### Primeira temporada
O vilão Doutor Destino está em busca da dominação universal e tenta adquirir o poder ilimitado da "Espada do Infinito". Porém, numa batalha contra o Homem de Ferro, a espada se parte em pedacinhos (fractais), e esses chovem na cidade Super-Herói. Então, o Doutor Destino forja alianças com quase todos os supervilões de Villainville, que formam a Legião Letal, a fim de procurarem os pedacinhos da Espada do Infinito. Em resposta é formado o grupo de super-heróis Esquadrão de Heróis (com a maioria dos membros de Os Vingadores: Os Super-Heróis mais Poderosos da Terra), consistindo de Homem de Ferro, Falcão, Hulk, Surfista Prateado, Thor, Wolverine. Sempre antes de cada luta, o esquadrão grita o grito de guerra deles: "É hora de Hero Up".

### Segunda temporada
O vilão Thanos, como o Doutor Destino, também está em busca da dominação universal, tentando adquirir o poder ilimitado desta vez da "Manopla do Infinito", que poderá ser usada se o vilão reunir todas as "Pedras do Infinito". Com o Surfista Prateado junto de Galactus no espaço, a Feiticeira Escarlate assume seu lugar, e junto do Esquadrão de Heróis, eles desta vez terão que enfrentar esse novo vilão e lidar com os truques de Thanos sob os Kree e os Skrulls, mas sendo apoiados pelos outros super-heróis. No dia 15 de fevereiro de 2014, o desenho passou a ser exibido aos sábados às 8h00, após o Globo Cidadania ocupando o lugar dos desenhos Sítio do Picapau Amarelo e Turma da Mônica na Rede Globo.

## Fatores
Cada membro da equipe representa um fator específico para fazer um time ideal:
- Homem de Ferro: Fator Tecnológico
- Hulk: Fator Força
- Falcão: Fator Velocidade
- Surfista Prateado: Fator Cósmico
- Thor: Fator Elemental
- Wolverine: Fator Animal
- Reptil: Fator Dinossauro
- Doutor Estranho: Fator Estranho
- Tempestade: Fator Temporal
- Homem-Formiga: Fator Inseto
- Feiticeira escarlate : fator magia

## Heróis
Homem de Ferro:
É o líder do Esquadrão, e é obcecado por tecnologia e tem certeza de que sempre vai haver um dispositivo capaz de resolver qualquer problema. Devido á sua ansiedade, ele costuma ativar os dispositivos antes de testá-los. O resultado? Muitas explosões! É também muito galanteador: não resiste em paquerar as garotas, sempre levando um fora.
Hulk:
É o mais ingênuo da equipe. Tem dificuldade de controlar o seu temperamento. Quando fica furioso, destrói tudo o que vê pela frente. Porém, tem bom coração.
Surfista Prateado:
Surfista Prateado é um alienígena super-herói que faz parte do Esquadrão. Como um peixe fora d’água, ele está sempre surpreso e maravilhado pelo costumes terráqueos. Quer permanecer na Terra, pois se sente bem, como quem em casa. Encontrou um sentido moral ao fazer parte do grupo.
Thor:
Thor é o deus nórdico do trovão, que é grande, bondoso, e também o mais exagerado membro do esquadrão. Com seu martelo, Thor tem o poder de provocar tormentas, e como um deus, às vezes esquece que nem todos podem lançar relâmpagos e andar sobre o fogo.
Wolverine:
Com suas garras afiadas e seu temperamento agressivo, Wolverine é o "bad-boy" do esquadrão. Ele tem uma capacidade de recuperação única e é extremamente determinado, mas tem muito o que aprender sobre trabalho em equipe.
Falcão:
Falcão é um herói que voa com suas asas de "luz dura" e penas que lançam com projéteis. Ele se comunica telepaticamente com as aves e pode ver através de seu olhos. Ele também é um entusiasta, otimista, e o grande comediante do esquadrão.
Miss Marvel: Bonita, charmosa e inteligente, é a capitã do esquadrão e sempre tenta melhorar a força da equipe.
Réptil': Ele é um jovem teimoso que provoca aumento do poder de fogo do esquadrão, com seus "Dino Poderes": Ele pode transformar qualquer pedaço de seu corpo em partes de dinossauros. Na maioria das vezes faz parte dos principais membros do esquadrão, pois ele grita "É hora de Hero Up", enquanto outros ajudantes do esquadrão não gritam.
Capitão América: Ele é como o capitão do esquadrão, e nas horas vagas também os ajuda. Ele também é o encarregado de guardar o fractais recuperados pelo Esquadrão.
Tempestade: Ela é uma dos aliados do Esquadrão, e parece ter um relacionamento amoroso com Wolverine. Como nos quadrinhos e desenhos, Tempestade os ajuda com seus poderes temporais.
Vespa: outra aliada do Esquadrão de Heróis, que tem o poder de aumentar-se e encolher-se.
Quarteto Fantástico: Sr. Fantástico, Mulher Invisível, Tocha Humana e o Coisa juntos também ajudam o Esquadrão de Heróis com seus superpoderes.
Homem-Formiga: Ele parece ser um membro honorário da equipe.
Colossus : É quase indestrutível, é um mutante que consegue transformar seu corpo em aço orgânico.
Homem-Aranha:Apenas em jogos.
Doutor Estranho: Participa do esquadrão em algumas missões e possui poderes místicos legados à magia. Sua casa, onde o esquadrão já passou uma noite, é cheia de talismãs e itens místicos, o que dificulta a estadia de "visitas".
Gavião Arqueiro: É um super-herói arqueiro que usa flechas sobrenaturais contra os inimigos. Nem sempre está no esquadrão .
Feiticeira escarlate: ela aparece na segunda temporada substituindo o surfista prateado

## Vilões
Dr. Destino: Sombrio, ameaçador, e extremamente perigoso, Destino é um grande ameaça. Ele é egocêntrico, tem Q.I elevado e grande conhecimento de ciências. Seus planos sinistros para dominar o universo começam com a conquista da cidade Super-Herói e o extermínio do Esquadrão de Heróis. Seus principais capangas são o Abominável e Modok Posteriormente há também Dormmamu, Caveira Vermelha, Thanos, Garra Sônica, Galactus,Encantor entre outros. Ele é o principal antagonista da 1ª temporada e o secundário da 2ª temporada. Até agora, apareceu nos episódios 101 a 126, 201, 202, 205, 213, 214, 220, 222, 223, 225 e 226.
Thanos é um titã, principal antagonista da primeira metade da 2ª temporada, na qual começa a busca pelas joias do infinito e fazendo alianças com outros vilões. Ele apareceu nos episódios 112, 126, 201 a 203, 206, 207, 209, 211, 214, 222 e 224 a 226.
M.O.D.O.K.: É um maníaco computador vivo com poderes mentais. É um dos principais capangas do Dr. Destino.
Mística : É capaz de assumir qualquer forma e se transformar em qualquer pessoa. Prefere uma abordagem menos direta e espera pegar o esquadrão desprevenido.

## Episódios
Na abertura da 1.ª temporada da série, Hulk pega um fractal e se transforma em personagens diferentes á cada episódio, algo semelhante à piada do sofá "Os Simpsons", Hulk de cor cinza, Hulk bebê, e até mesmo um Hulk parodiando John Travolta do filme de 1978 Grease. Além disso, o título de cada episódio é na forma de um gibi, pois é uma homenagem às capas dos antigos gibis da Marvel como são alguns dos títulos dos episódios.